# 源氏 (漫画)
『源氏』（げんじ）は、高河ゆんによる日本の漫画作品。

## 概要
作者が源平合戦に関した物語を夢の中で何回か見、それを漫画化したものである。夢の中では『源氏』の始めから終わりまでのストーリーが決まっていた。当初40ページ読み切りで漫画化するつもりだったが、連載開始時点では1040ページ全25回の構想となり、連載が進むにつれ内容が膨らみ、そのまま完結させられず現在に至っている。
単行本5巻までが第一部、5巻以降が第二部となる。第一部終了と同時期に一年間の執筆活動休止をする。そして執筆活動再開と同時期に第二部が始められた。
『アーシアン』とともに、作者の初期を代表する作品である。『月刊ウィングス』1988年6月号からの連載当初から人気が高く、『ぱふ』（雑草社）のまんがベストテンでは、1989年度と1992年度で1位を飾った。
1991年から1992年にかけて、「源氏計画」と名付けられたプロジェクトが進められ、オーディオドラマ、オリジナルアルバム、OVAが制作された。
公式BLOG 2006年6月10日に「再開する意思と可能性はあるが、時期、掲載誌などは白紙状態である」と記されている。

## あらすじ

### 第一部（1 - 5巻）
16歳の江瑞克己の二歳年上の恋人、長谷川桜が、突然姿を消した。誰も彼女を憶えておらず、彼女が居た痕跡も無くなっていた。桜は並行世界「日本国」の者であり、時が来たら故郷へ帰らねばならなかったのだった。しかし桜は克己と再び逢いたいと願い、それをすれば自分の記憶を無くすことを知りつつも、克己にある桜の記憶だけは消さなかった。克己は桜を取り戻すため、全てを捨て「日本国」へ向かう。
「日本国」では源平合戦がくり広げられていた。克己は源氏軍の支配の強い関東へ、桜は平氏軍の本拠地である京都都市へそれぞれ流れ着いた。
克己が偶然通りかかった源氏軍では、総大将である源頼朝（「源氏」）が死亡したばかりだった。「源氏」と同じ顔をしている克己は、「源氏」の影武者になることを一時請け負う。源氏軍と平氏軍に居場所が別れてしまった克己と桜は、お互いを探し出せないまま、源平合戦に巻き込まれてゆく。
「義経記」（第3巻収録）
義経と弁慶との出会いを描いた、本編から10年前にあたるサブストーリー。
「遠野物語」（第5巻収録）
空也と清盛[弟]と、それを取り巻く女達の生活を描いたサブストーリー。

### 第二部（6巻 - ）
自暴自棄になった少女、友絵と、追ってきた友人のトモエは、晴海埠頭で「源氏」と名乗る男と出会う。男に誘われるまま二人の少女は、「日本国」へ向かう船に乗った。克己は再び「源氏」として源氏軍に参加し、劣勢の源平合戦を徐々に変えていく。桜は先に「日本国」へ戻り、「源氏」の味方を増やすべく、各地を回る。しかし、日本から帰ってきて以来残忍な戦い方をするようになった清盛[弟]を諌めようと単身訪ね、逆に捕らわれの身となった。
「陸が海に消えるまで」（第7巻収録）
第一部と第二部との間に起きた出来事。日本で克己、桜、清盛[兄]が共に暮らした日々を描いたサブストーリー。

## 登場人物

### 日本
江瑞 克己（えばた かつみ）
16歳。高校1年生。東京都目黒区出身。「源氏」そっくりの相貌をしている。日本で桜と恋人となり、20日間の時を共に過ごした。突然姿を消し、誰の記憶からも居なくなった桜を探し、過去に交わした会話を頼りに晴海埠頭へ向かう。そこで「日本国」に出航する船に乗っていた桜を見つけるも、桜は「日本国」へ帰ってしまう。かむろ鳥のざくろから桜を追う手段を教えられ、克己は全てを捨てて「日本国」へ向かった。望みは桜と再び出逢うことだけ。
「日本国」では「源氏」の通夜が行われており、そこに偶然遭遇した克己は、「源氏」と同じ顔をしていることで、弁慶より「源氏」の影武者となるよう依頼される。克己は、源氏軍が桜を探す手助けをすることを条件に引き受ける。
第1部終盤で地震に遭遇し、義経たちとともに日本へ戻ってしまう。「日本国」へ戻らず、桜、清盛[兄]とともに日本で同居するが、清盛[兄]の死をきっかけに、第二部で再び「日本国」へ行き、源氏軍に合流する。
江端 小太郎（えばた こたろう）
克己の腹違いの兄。一ヶ月年上の16歳。克己に過度のブラザーコンプレックスを持っている。
友絵（ともえ）
第二部より登場。自殺しようと晴海埠頭へやって来たが、克己に誘われ、「日本国」へ向かう船に乗る。
トモエ
第二部より登場。友絵の親友。友絵について一緒に「日本国」へ行く。

### 日本国
並行世界。1000年後の未来かもしれない。源氏軍と平氏軍が、日本国の統治権を奪い合い長いあいだ戦争を続けている、源平合戦の最中であり、2988年の時点で平氏軍の全盛期にある。ガーディアンの力でのみ日本との行き来が出来る。ごく稀に地震が起こり、日本と「日本国」が交錯する。日本とは時間の経ち方が違う。地理は日本とほぼ同じだが、東京と横浜の間に砂漠があり、克己はそこに流れ着いた。
東京都市は中立地帯であり、休戦協定が結ばれている。

#### ガーディアン
ガーディアン（守護神）は一対で存在する。片方は精神を司り、もう片方は肉体を司る。日本へ往来する船を作ることが出来、その船は晴海埠頭に発着する。名古屋にある名古屋城がガーディアンの城である。各地にある有機機械（ローダー）の原石を守る者もいる。あらゆる姿をしており、片方が死ぬともう片方も死ぬ。ガーディアンを手に入れればどんな戦争にも勝つという。その他特殊能力を有す。
桜（さくら）
日本では長谷川桜と名乗っていたが、実は「日本国」のガーディアンであり、名古屋城の桜姫。「源氏」の許婚だが対面したことは無い。毒を受けて瀕死となった「源氏」の解毒剤を求めて日本へ来ていた。日本で恋人になった克己を置いて故郷の「日本国」に帰らねばならなかったが、克己が追ってこられるよう手はずを残し、また実際に克己が「日本国」へ追ってきたため、その罰として記憶を無くし、見ず知らずの場所へ出現した。過去も、半身のガーディアンについてもガーディアンとしての能力も思い出せない。
清盛[弟]に助けられ、一時期春奈城に保護される。その礼として、彼の身辺の世話をしていた。ある日、清盛[弟]を助けるために横浜まで出かけ、克己と遭遇。記憶こそ失ったままだが、心を揺さぶられた。その後、名古屋城にもどり、ざくろから克己のことを聞かされ、記憶を取り戻さないまま克己を追いかけて日本まで船で渡る。
地震で日本へ来た義経たちを「日本国」まで送り返すが、克己や清盛[兄]ともに日本へ残り、同居を始めた。しかし清盛[兄]の死をきっかけに、第二部開始前に「日本国」へ行き、克己に手紙を残す。
桜の半身のガーディアン
桜自らが隠したのだが、記憶を失った桜にはその場所が分からない。桜と対で揃わないと日本へ渡る船を作れない。
横浜スタジアムのガーディアン（精神を司るもの）
少女の姿をしており、横浜スタジアムにある有機機械の原石を守っている。有機機械の原石を奪いに来た清盛[兄]に対し、質問を投げかける。
- 「約束とは何か」
- 「死ぬとはどういうことか」
- 「生きるとはどういうことか」

横浜スタジアムのガーディアン（肉体を司るもの）
攻撃力が強く、清盛[兄]と空也の二人がかりで倒された。
ガーディアンの王
清盛[弟]が記憶を失った桜を保護し名古屋城まで送り届けた礼に、一度だけ清盛[弟]が必要とする時に働く約束をする。

#### かむろ鳥
かむろ鳥は孔雀のような姿をしており、人語を話し、人間と同等の扱いを受ける。普段は鳥の姿をしているが、人間の姿に変わることも出来る。諜報活動を得意とする。
ざくろ
桜の乳母。桜の克己への未練を見抜き、日本の中で克己にのみ桜の記憶を残した。克己が「日本国」へ行く手助けをする。第二部では、清盛[弟]に捕われた桜を救い出すために、さくやと共に平氏軍に忍び込もうとする。
さくや
桜にそっくりなオスのかむろ鳥。流しのかむろ鳥だったが、桜にそっくりなことから源氏軍と契約した。
名前不明
第一部終盤で、清盛[兄]とともに日本に取り残されてしまう。その後、一向に「日本国」へ帰ろうとしない桜たちを非難し、つきまとう。また、日本へやってきた清盛[弟]に、兄たちの居場所を知らせた。

#### 源氏軍
鎌倉都市に本拠地を置き、関東を支配圏とする。横浜には清和源氏家を支えるための一族、北条家の邸宅がある。「源氏」が死に、克己と入れ代わったことはわずかな者しか知らない。
「源氏」 源 頼朝（みなもとの よりとも）
清和源氏総大将。23歳。左目は生体機械の義眼であるが、これは元服の儀式中に、兄の今若と乙若が手引きした平氏軍の刺客に左目を射抜かれたためである（「義経記」）。中立地帯、東京都市で暗殺されかかった幼馴染の清盛[弟]を庇って毒矢を受け、その10日後に死んだ。12歳まで平氏軍の人質として京都都市の春奈城に幽閉され、清盛[弟]と一緒に育った。総大将になってからは、カリスマとして兵達に愛され、「源氏」が居るだけで士気が違った。穏やかで優しい人物だったが、誰よりも恐ろしい冷酷な一面も見せる。戦では、周子の作った白の鎧しか着なかった。
元服以降「源氏」と名乗る。
源 義経（みなもとの よしつね）
別名、沙那王（しゃなおう）。23歳。「源氏」の腹違いの弟。左目は義眼である。武術に秀でる。源氏軍義経隊隊長。義経隊は源氏軍一の精鋭遊撃隊であり奇襲戦法を得意とする。義経は血気盛んな性格で頭を使うのは苦手だが気は優しい。恋愛対象として「源氏」を愛していた。「源氏」の身代わりとして克己を扱い、肉体関係も結んだが、次第に克己本人に惹かれてゆく。平氏軍華井の源氏軍本拠地襲撃と同時期に発生した地震により、一時期日本へ流されてしまうが、桜の船で「日本国」へ戻った。
牛若丸と呼ばれていた13歳の頃、平氏軍によって京都都市にある鞍馬山の鞍馬寺に閉じ込められていた。しかし鬼一法眼によって逃がされる。「源氏」の元へ合流する途上、五条大橋で弁慶の千人切りの千人目の相手となり、弁慶を仲間とする。
占い師に以下の予言を受けている。
- 義経と血で繋がる全ての者を失う。
- 大切な人、愛し合える相手と巡り会えるが、その全員と別れることになる。
- その運命から逃れる方法は無いが、最後に運命の女と会える。その女が義経に全てを与えてくれ、義経は伝説のような人生を生きる。運命の女が義経の子供を産んでくれる。

武蔵坊 弁慶（むさいぼう べんけい）
22歳。源氏軍義経隊参謀。沈着冷静な策士である。義経が総てであり、義経のためにのみ、源氏軍を勝利に導こうとしている。義経より先には死なないと決めている。義経、政子、海尊以外の者に対しては冷酷である。「源氏」の死亡を隠すため、克己を「源氏」の身代わりにし、影武者として仕立て上げようとする。その為には鎧師・周子を納得させる必要があり、克己を「迷宮」にチャレンジさせた。平氏軍華井の源氏軍本拠地襲撃時、志願兵として訪ねて来た海尊と十年ぶりに再会する。政子の父親代わりであるが、政子の恋愛に関しては傍観者の立場をとる。
鎧師の周子とは肉体関係があり、合戦が終わったら結婚をしようという手紙も送っている。
12歳の頃、鞍馬山の天狗として、海尊と二人で天狗の面を付け、盗賊まがいのことをしていた。退屈な世の中でつまらなく生きるなら死んでやろうと思い、五条大橋で千人切りを始め、自分を阻める同等の力を持つ者を探していた。千人目で義経に負け、義経と共に行くことにする。海尊とは別行動をとることになったが、お互いの一方が誰かに殺されたら必ず残りの片方が仇を取る、と約束している。
北条 政子（ほうじょう まさこ）
北条家の長女。15歳。「源氏」の妾となる予定で、「源氏」のそばに居るために7歳の時から戦場におり、行軍の中で弁慶に育てられた。「源氏」を愛していた。気立てが良く根性もある元気な少女。克己に出会って恋し、克己が桜だけを愛する男だと知りつつも、その恋情を深めていく。
北条 宗時（ほうじょう むねとき）
北条家長男。政子の兄。
北条 義時（ほうじょう よしとき）
北条家次男。政子の兄。
木曾 義仲（きそ よしなか）
長野県にいるという「源氏」のいとこ。
子供の頃は正体を隠し、「常陸坊海尊」という名で、弁慶と行動を共にしていた。子供の頃に弁慶と別れた後、瀬戸内水軍と戦をし、顔の左側に傷跡を作り、髪が真っ白になった。平氏軍華井の源氏軍本拠地襲撃時、「海尊」として再び弁慶の下に現れ、源氏軍下で行動する。
第二部で、義仲の正体を皆に伝えるとともに、息子がいることを明らかにした。また友絵から告白されるも断り、逆にトモエへ想いを伝える。
伊勢（いせ）
源氏軍の兵。
一角獣（いっかくじゅう）
伝説上の生物。「源氏」の愛馬であり、「源氏」以外扱えない。「源氏」以外、誰も見たことの無い本当の姿がある。テレパシーで克己と会話をする。
今若（いまわか）
頼朝、義経、乙若の兄。年下の頼朝が清和源氏の総大将になるのが気に食わず、頼朝の元服式に平氏の刺客を紛れ込ませ、頼朝を暗殺させようとした。
乙若（おとわか）
頼朝、義経の兄。今若の弟。今若と同じ行動をとった。
静（しずか）
第二部より登場。義経が偶然知り合った少女。

#### 平氏軍
京都都市に本拠地を置き、平清盛居城、春奈城をかまえる。
平 清盛（たいらの きよもり）[弟]
平氏軍総大将。23歳。12歳まで人質として春奈城に幽閉されていた「源氏」と幼馴染として育った。秘密にしているが「源氏」を愛している。建礼門院に毒を飲まされ、一人で東京都市（中立地帯）で解毒剤を探していたところ、「源氏」と再会する。その時、建礼門院の清盛[弟]への刺客に襲われ、清盛[弟]は「源氏」に庇われ、「源氏」は毒矢を受けた。そのまま清盛[弟]と「源氏」は離ればなれになり、「源氏」の消息を確認するために空也を東京都市に向かわせた。
記憶を失い平氏軍の敷地に流れ着いた桜を春奈城に保護し、「姫」として遇する。桜に拾った礼として身辺の世話をされ、交友を深めた。桜がガーディアンだと推定し、名古屋城へと送り届けた。
女癖が悪く、頻繁に愛人を変える。
共謀な兄を見て、自らの感情を抑えていたが、清盛[兄]が日本へ行ってしまったため、兄を追って日本まで行き、兄を殺害する。その後、兄以上の残忍な戦い方を見せるようになった。
平 清盛[兄]
清盛[弟]の双子の兄。23歳。残虐非道な戦いぶりにより、平氏軍を圧勝に導く。普段は春奈城の北の塔に幽閉され、戦の時にだけ合戦に参加させられる。
鎧を作ってもらおうと訪ねた周子のところで克己と出会い、興味を抱く。迷宮で重体となった克己を助けるために、空也とともに横浜スタジアムまで向かい、有期機械を手に入れる。克己のことを好きになり、人間らしい感情を取り戻した。地震で日本へ行き、そのまま帰国せず克己や桜と同居する。その後日本まで追いかけてきた弟に殺害された。
嵯峨 空也（さがの くうや）
平氏軍の副将軍。23歳。文武に秀で人徳もある。清盛 [弟]に仕えることを信条としている。平氏軍の敷地で、一人日本から流されて来た桜を見つけ、春奈城へ保護する。清盛[弟]の密命で東京都市へ「源氏」の消息を探りに行った時、桜を探し彷徨っていた克己と出会い、「源氏」の顔を知らなかった空也は克己と親しくなる。克己と「源氏」の顔が同じだと分かってからも、克己と「源氏」は無関係だと判断し、克己とは友人として接する。
清盛[弟]が「源氏」を愛していることを察している。
嵯峨 槻也（さがの つきや）
空也の弟。空也を誇りに思っている。
氷見（ひみ）
平氏軍の兵。空也の同僚。
建礼門院（けんれいもんいん）
清盛の義母。顔には清盛に焼かれた傷跡がある。連れ子の経盛のために清盛[弟]の暗殺を企み、頻繁に仕掛けている。
経盛（つねもり）
清盛の異母弟。建礼門院の連れ子。
華井（かい）
平氏の兵。「源氏」死亡の情報を信じ、源氏軍本拠地を襲撃。建礼門院から清盛 [弟]、清盛 [兄]、空也の暗殺を命じられた。空也をライバル視している。
咲博士（さきはかせ）
第二部より登場。弁慶を孫の仇と思い込み、仇打ちの為に戦車「ケルベロス」を作る。
後白河法皇（ごしらかわほうおう）
第二部より登場。
時子（ときこ）
清盛[弟]の婚約者。清盛[弟]の正妻となる予定。気位が高い。
仏御前（ほとけごぜん）
清盛[弟]に気に入られ、愛し合った白拍子。15歳。二ヶ月で清盛[弟]の関心を失い、自分から祇王寺（清盛[弟]に捨てられた女の寺）へ行く。
祇王（ぎおう）
祇王寺の主。元は京都都市きっての白拍子で、一時期清盛[弟]に愛された。祇王寺で清盛[弟]の無事を祈っている。

#### 花街
横浜にある中立地帯。鎧を作る女達の店がある。女は合戦をしない代わりに、合戦の支度、負傷者の手当などを行う。花街の中の店の一つ「バビロン（BABY・ALONE）」に、侍の強さを競わせる施設「迷宮」がある。
周子(しゅうこ)
「バビロン」の鎧師。花街一の鎧師であり、「源氏」専属で鎧を作っていた。「源氏」の鎧を他の人間に着せることは許さない。一角獣から「源氏」が死んだことを知らされている。気に入った相手にしか鎧を作らず、「迷宮」にチャレンジさせ記録を競わせる。
弁慶と肉体関係を結び、第二部では妊娠が発覚する。

## 用語
ガーディアンの船
ガーディアンが対で揃い生み出す大型船。「日本国」での航海は空をフライトし、日本の晴海埠頭に入港する。日本での発着場所は晴海埠頭のみだが、「日本国」では発着場所を選ばない。ガーディアンにアクシデントがあった場合、日本から「日本国」へ運ばれる同じ船に乗船していても、乗員は「日本国」の予期しない別々の陸地に現れる。
生体機械（ネットワーク）
生物の肉体で損傷し使えなくなった部分と取り替え、元の体と同様の機能を働かせるもの。体のどんな場所にでも、外見的、体感的違和感無く取り替えることが可能。個体別に拒絶反応が起きる場合もある。義経は拒絶反応があり、生体機械ではない義眼を使っている。
生体機械は有機機械（ローダー）の原石から作られ、各地にある有機機械の原石はガーディアンが守っている。
「迷宮」
花街の店「バビロン」にある、侍の強さを試す施設。内部の巨大な迷路を抜ける時間と、倒した敵（エネミー）のパーセンテージを競う。内部に入った挑戦者は遠隔催眠により幻と現実の区別がつかなくなる。幻影（イリュージョン）によって精神的に混乱させられ、敵により物理的な攻撃を受ける。敵は挑戦者の心の深部に居る人々の姿で現れる。それを斬り殺しポイントを上げる。
今までの最高記録は「源氏」の出した二時間半で満点での攻略だったが、清盛[兄]が一時間で満点の記録を出し、記録を更新した。しかし周子には本当に望んでいる記録がある、と弁慶は言う。清盛[兄]は全ての敵を倒したが、ある人間の姿を模した敵を倒すのを躊躇い、負傷した。
「日本国」の地震
地震が起きると日本と世界が接触し、「日本国」の人間が日本へ移る。めったに起こることでは無い。

## オーディオドラマ
「源氏計画」第1弾として作られたドラマCD2枚組。第一部のストーリーをドラマ化している。

### キャスト
- 江瑞克己、源氏：佐々木望
- 長谷川桜：川村万梨阿
- 源（沙那王）義経：井上和彦
- 武蔵坊弁慶：広中雅志
- ざくろ、建礼門院：野沢雅子
- 平清盛（兄）：飛田展男
- 平清盛（弟）：菊池正美
- 嵯峨空也：速水奨
- 氷見：高山みなみ
- 北条政子：伊倉一寿
- 北条宗時：堀秀行
- 周子：玉川紗己子
- 江瑞小太郎：辻谷耕史
- 伊勢：梅津秀行
- 町の男：津久井教生
- 町の男：梁田清之
- 花街の女：篠原恵美
- 花街の女：安永沙都子

### スタッフ
- 原作、脚本：高河ゆん
- 企画プロデューサー：高塚俊紀 （T-up）
- プロデューサー：小嶋正義（SOHBI）
- コーディネーター：関口紘一
- ディレクター：米桝博之（T-up）、一戸寛（SOHBI）
- キャスティング協力：81プロデュース
- 音響コーディネーター：中野徹
- 音楽：三井誠
- 音響監督：岩浪美和
- 音響効果：佐々木純一 （アニメサウンドプロダクション）
- 録音調整：星野敏昭、石橋守
- 録音スタジオ：セントラル録音、オムニスタジオ
- CD編集：滝瀬真代（東京CDセンター）
- 音響制作：HALF H・P STUDIO
- 制作：T-up
- 製作：創美企画
- 協力：新書館、吉川千鶴、レガート・ミュージック

### 挿入歌
「思い出が逃げてゆく」
作詞：小林和子、作曲：濱田金吾、編曲：古川貴司、歌：佐々木望
「愛 KNOW YOU」
作詞：真名杏樹、作曲・編曲：三井誠、歌：川村万梨阿
「永遠のカプセル」
作詞：小林和子、作曲：濱田金吾、編曲：古川貴司、歌：佐々木望
「ふたり」
作詞：真名杏樹、作曲・編曲：三井誠、歌：川村万梨阿

## オリジナルアルバム
「源氏計画」第2弾として作られたオリジナルアルバム。ストーリーをイメージして作られた全10曲を収録。オーディションで選ばれた新人のTAGが、音楽を担当している。

### スタッフ（オリジナルアルバム）
- サウンド･プロデューサー：久保田晃
- 演奏：TAG
  - 飯田建彦：Vocal
  - 濱尾五雄：Guitar
  - 溝口明彦：Bass
  - 大杉悟：Drums
  - 浅井岳史：Keyboard

### 収録曲
1. Theme of Genji（インストゥルメンタル）
  - 作曲:久保田彰 / 編曲:久保田彰、酒井晃
2. 勇気をだして（Everything for you）
  - 作曲:飯田建彦 / 編曲:飯田建彦、酒井晃 / 作詞:飯田建彦 / 歌:TAG
3. Risky Love
  - 作曲:飯田建彦 / 編曲:酒井晃 / 作詞:竹内学 / 歌:TAG
4. 記憶の図形（インストゥルメンタル）
  - 作曲:久保田彰、酒井晃 / 編曲:酒井晃
5. ANIMAL
  - 作曲:飯田建彦 / 編曲:久保田彰 / 作詞:飯田建彦、竹内学 / 歌:TAG
6. 明日 また…
  - 作曲:飯田建彦 / 編曲:久保田彰 / 作詞:飯田建彦 / 歌:TAG
7. 言葉より大切なもの
  - 作曲:飯田建彦 / 編曲:久保田彰 / 作詞:飯田建彦、竹内学 / 歌:TAG
8. 約束の絆（インストゥルメンタル）
  - 作曲･編曲:酒井晃
9. Stone-Cold Eyes
  - 作曲:飯田建彦 / 編曲:久保田彰
10. CHANGE
  - 作曲:飯田建彦 / 編曲:久保田彰 / 作詞:飯田建彦 / 歌:TAG

## OVA
「源氏計画」の締めとして作られたオリジナルアニメ。上下巻で作られた。音楽は原作者高河ゆんの希望により、羽田健太郎が担当している。第一部のアニメ化だが、結末はオリジナルとなっている。キャラクターデザインは菊池通隆（麻宮騎亜）が担当するも、原作の絵柄とは全く異なるデザインであった。

### スタッフ（OVA）
- 原作：高河ゆん
- 企画プロデューサー：高塚俊紀（T-up）
- プロデューサー：一戸寛（SOHBI）、阿部倫久（J.C.STAFF）
- コーディネーター：関口紘一
- 監督、脚本：康村諒
- キャラクターデザイン：菊池通隆
- サブキャラクターデザイン：山本正文
- 鎧デザイン：森木靖
- 作画監督：山本正文
- 美術監督：砂川千里
- 撮影監督：高橋明彦
- 音楽監督：藤山房伸
- 演出：島崎奈々子
- 色彩設定：志甫聡子
- 背景：古宮陽子
- 撮影：スタジオ・ボストン
- 音楽：羽田健太郎
- 演奏:ハートウィングス・オーケストラ
- 音響製作：ザックプロモーション
- 制作：ティーアップ、J.C.STAFF
- 協力：新書館、スタジオトロン
- エグゼクティブプロデューサー：小嶋正義
- 製作：創美企画
- 発売元：ビームエンタテインメント

### 楽曲
上巻 挿入歌
「終われない夢-Continuous Love-」
作曲：飯田建彦、作詞：飯田建彦、編曲：酒井晃、演奏：TAG
上巻 エンディング曲
「出逢いの星で」
作曲：飯田建彦、作詞：竹内学、編曲：久保田彰、演奏：TAG
下巻 挿入歌
「狂おしい夏」
作詞：真名杏樹、作曲・編曲：三井誠、歌：佐々木望
下巻 エンディング曲
「愛、忘れないで」
作詞：真名杏樹、作曲・編曲：三井誠、歌：佐々木望、川村万梨阿

### キャスト（OVA）
- 源氏、江瑞克己：佐々木望
- 長谷川桜：川村万梨阿
- 源（沙那王）義経：井上和彦
- 武蔵坊弁慶：広中雅志
- ざくろ、建礼門院：野沢雅子
- 平清盛（兄）：飛田展男
- 平清盛（弟）：菊池正美
- 嵯峨空也：速水奨
- 永見：高山みなみ
- 北条政子：伊倉一寿
- 北条宗時：堀秀行
- 周子：玉川紗己子
- 江瑞小太郎：辻谷耕史
- 伊勢：梅津秀行
- 華井：秋元羊介
- 支配人：鈴鹿千春

## 未収録漫画
SD源氏「目に青葉 山ほととぎす 初がつお」
月刊ウィングス1991年7月号
連載
月刊ウィングス1993年6月号-9月号、11月号、1994年1月号、2月号、10月号、12月号、1995年1月号、2月号、5月号、6月号

## 画集
SSSSPECIAL
1989年以前の『源氏』『アーシアン』のカラーイラストを収録。描き下ろしの、両作の登場人物同士が初対面し合うパロディエピソード漫画（克己とちはや、空也とちはや、義経と影艶、桜とあや、源氏とミカエル、弁慶とラファエル）を収録。
1989年7月5日発売。新書館。ISBN 4-403-61194-X

## 関連商品
- ドラマCD
- オリジナルアルバム
- OVA
  - 上巻
  - 下巻
- OVA源氏（上巻）主題歌シングルCD - 1992年3月21日発売 ハピネット・ピクチャーズ
- OVA源氏（上巻）サウンドトラックCD - 1992年4月1日発売 ハピネット・ピクチャーズ
- OVA源氏（下巻）主題歌シングルCD - 1992年7月25日発売 ハピネット・ピクチャーズ
- OVA源氏（下巻）サウンドトラックCD - 1992年9月25日発売 ハピネット・ピクチャーズ

## 書誌情報
高河ゆん『源氏』〈新書館・ウィングスコミックス〉既刊8巻
1. 1988年11月発売、ISBN 4-403-61179-6
2. 1989年3月発売、ISBN 4-403-61188-5
3. 1989年9月発売、ISBN 4-403-61204-0
4. 1990年6月発売、ISBN 4-403-61227-X
5. 1990年11月発売、ISBN 4-403-61242-3
6. 1992年6月発売、ISBN 4-403-61280-6
7. 1994年5月発売、ISBN 4-403-61351-9
8. 1994年10月発売、ISBN 4-403-61370-5

小説化『源氏』綾乃なつき〈集英社・コバルト文庫スーパーファンタジー文庫〉全2巻
1. 1997年4月18日発売、ISBN 4-08-702001-0
2. 1997年12月15日発売、ISBN 4-08-702009-6